# 深江浜町
深江浜町（ふかえはままち）は、神戸市東灘区の町名。平成17年国勢調査（2005年10月1日現在）における世帯数は344、人口760で内男性394人・女性366人。郵便番号658-0023。

## 地理
北は兵庫県道722号東灘芦屋線の深江大橋で深江南町と、西は阪神高速道路5号湾岸線の東神戸大橋によって魚崎浜町と、東は同じく湾岸線および兵庫県道722号の南芦屋浜深江浜連絡橋によって芦屋市陽光町と接続する。他の埋立地と違い工業地域だけでなく準工業地域も設定されているため比較的人口が多い。阪神高速5号湾岸線深江浜出入口が置かれる。

## 歴史
旧本庄村域（本庄地区）沖の人工島神戸東部第4工区である。昭和44年（1969年）に、当時の本庄町深江字磯島町（現在の深江南町4丁目に相当する）の南向かい側にあたる埋立地が命名されて成立した。丁目の設定がない単独町名であり、住居表示は未実施である。この埋立地は昭和39年から45年の間に113億円の工費をかけ須磨区の高倉山（現・高倉台）1227万m3の土砂を削り出して空中ベルトコンベアーで海岸まで運び、そこから更に土運船で海上を運ばれ121haを埋立てた。

## 施設
- 神戸市中央卸売市場東部市場
- 兵庫県立東灘高等学校
- 神戸東部第4工区食品コンビナート 1972年に開設された日本初の食品コンビナート。神戸市、三井物産、農林省が中心となって開設された。
  - DM三井製糖
  - J-オイルミルズ
  - 東日本明星
  - ニップン
  - キユーピー
  - 月島食品工業
  - 三輪
  - エム・シーシー食品
  - マ・マーマカロニ
  - ポオトデリカトオカツ
  - 東洋ナッツ食品
  - 水野商店
  - キーコーヒーなど

### 廃止された施設
- 新神戸大プール - 1972年開業、神戸市開発管理事業団が経営し19,500平米の敷地にウォータースライダーや流水・造波プールなどを設け7-8月に営業、震災の影響で営業中止され解体、跡地にはカインズ神戸深江浜店など商業施設が開発された[2]。
- 神戸深江フェリー埠頭 - 水深-7.5m・全長170mの埠頭1バースを備え四国・九州方面のフェリー航路が発着した[3]